# Bernard Schulé
Bernard Schulé (Zürich, 22 juli 1909 - Genève, 1 november 1996) was een Zwitsers componist, organist en pianist.

## Levensloop
Schulé kreeg in 1917 zijn eerste pianolessen van Mathilde Wullschleger in Zürich. In 1923 begon hij met orgelstudies bij Marguerite Bosch. Hij studeerde muziek aan het Konservatorium für Klassik und Jazz te Zürich, waar hij piano bij Reinhold Laquai studeerde. Aansluitend was hij op het Prostestantse leraren-college in Schiers en behaalde daar zijn diploma als Musikmeister en organist bij Ernst Isler. Dann vertrok hij naar Parijs en studeerde aan de École Normale de musique de Paris en studeerde bij Joseph Bonnet, bij Alfred Cortot piano, bij Nadia Boulanger contrapunt en bij Paul Dukas compositie.
In 1934 werd hij organist aan de Duits-Lutherse Kerk in Parijs. Van 1935 tot 1939 was hij assistent en repétiteur van Alfred Cortot aan de École Normale de musique de Paris. Van 1935 tot 1939 en van 1945 tot 1959 was hij organist aan de Anglicaanse kerk van de Britse Ambassade in Parijs. Van 1938 tot 1945 was hij naast Charles Tournemire organist aan de Basiliek Sainte-Clotilde in Parijs.
In 1959 ging hij terug naar Zwitserland en focusseerde zich op het componeren. In 1961 vertrok hij naar Genève en bleef daar wonen, tot zijn overlijden. In 1986 publiceerde de Bibliothèque cantonale et universitaire de Lausanne (BCU) een 148 werken omvattend Catalogue des Œuvres de Bernard Schulé met een voorwoord van de musicoloog Anne Penescu.
Als componist schreef hij voor verschillende genres, zoals werken voor piano, harp, dwarsfluit, kamermuziek, orgel, orkest, harmonieorkest, bassband, solo-concerten, balletten, koormuziek, filmmuziek en elektronische muziek.

## Composities

### Werken voor orkest
- 1933 Hymnes, voor strijkorkest
- 1934 Sérénade, voor strijkorkest, op. 5
- 1935-1936 Fantaisie, voor piano en orkest
- 1946-1949 Concerto, voor harp en orkest, op. 11b
- 1947 Musique de Concert, voor strijkorkest, op. 14
- 1949 Concert pour les violons du Roi, voor strijkorkest, op. 26 (Réalisé d'après une basse chiffrée de Jean-Féry Rebel (1666-1747))
- 1952 Horizons d'or, suite voor kamerorkest, op. 33
  1. Sur la grande route
  2. La cantique des étoiles
  3. Panorama
- 1952 Suite uit de film "La fille au fouet", voor orkest, op. 34 - van de muziekuitgave ook als "Suite valaisanne" gepubliceerd
- 1953 Townscape, symfonisch gedicht voor orkest, op. 37
- 1953 Suite uit de film "Grange-Blanche", voor twee koren en orkest, op. 38
- 1958 Suite uit de film "S'Waisechind vo Engelberg", voor orkest, op. 45
- 1959 Suite uit de film "Open your eyes", voor orkest, op. 48
- 1960 Introitus ad ceremoniam, voor orkest, op. 53
- 1961 Suite uit de film "Nicolas mon ami", voor kamerorkest, op. 54
- 1964 Le Tourniquet, kleine ouverture voor orkest, op. 65
- 1964 Suite uit de film "Circarama", voor orkest op. 66a (1964)
- 1964 Magie du rail, voor orkest, op. 66b
- 1965 Selectie uit de film "Helanca-Story", voor orkest, op. 67
- 1965 Indicatif, voor orkest
- 1966 Selectie uit de film "To Day Africa", voor orkest, op. 70
- 1966 Selectie uit de film "Geheimnis Leben", voor orkest, op. 71
- 1966 Crescendo, voor orkest, op. 73
- 1966-1967 Ahsante, filmmuziek voor klein orkest, op. 78, 2
- 1968-1969 Deuxième Sérénade, voor dwarsfluit, piano en strijkorkest, op. 80
- 1969 Gong en strings, concert voor contrabas solo en kamerorkest, op. 81
- 1972 Sinfonie, voor kinderorkest (blokfluiten, violen, cello's, slagwerk, gitaren en piano), op. 92
- 1974 Selectie uit de film "Glissando, voor orkest, op. 89
- 1975 Hommage à l'accord majeur, Concerto grosso voor viool principale en orkest, op. 98
- 1979 Le lodi degli angeli, voor strijkorkest, op. 109
- 1980 Kirchenfeld Serenade, voor orkest, op. 114
- 1982 Élégie, voor strijkorkest, op. 127
- 1985 Fanfare et envol, twee stukken voor orkest, op. 140
- 1986 Sinfonietta, voor strijkorkest, op. 148

### Werken voor harmonie- en fanfareorkest en brassband
- 1965 Hymne de l'UIT, voor fanfareorkest, op. 68 (Pour l'Union internationale des télécommunications)
- 1971 Concertino, voor piano en harmonieorkest, op. 88
- 1972 Variationen über ein Urner Tanzlied, voor brassband, op. 91
- 1972 Stern und Lampe, voor mannenkoor en harmonieorkest, op. 93 - tekst: Hans Schumacher
- 1973 Antithèse, voor fanfareorkest, op. 96
- 1974 Concerto, voor hobo en harmonieorkest, op. 97
- 1977 Gaillarde symphonique, voor harmonieorkest, op. 102 (voor het Festival voor eigentijdse blaasmuziek, Uster, Zwitserland 1977)
- 1977 Urbs Salve Regina, suite voor harmonieorkest (of: brassband), op. 103a
- 1977-1978 Contraste, voor harmonieorkest, op. 104
- 1978 Scènes de cortège, voor harmonieorkest, op. 107
- 1980 Swiss Sally, voor brassband, op. 113
- 1981 Bonjour Genève, voor harmonieorkest (of: fanfareorkest), op. 119
- 1982 Carillon de fête, fresque voor beiaard en fanfare met unisono koor ad libitum, op. 126 - tekst: Gil Pidoux
- 1982 Mariastein-Diptychon, voor brassband, op. 128
- 1983 Büsserach, indicatif voor brassband, op. 133
- 1985 Capriccio festivo, voor harmonieorkest, op. 136
- 1985 Le masque dansant, voor harmonieorkest, op. 139
- 1985 Campanae Turicenses (Zürcher Glockern - Feestmuziek), voor harmonieorkest, op. 141
- 1985 Sonne, Wellen, Wolken, concertwals voor harmonieorkest, op. 143
- 1986 Festliche Begegnung, voor brassband, op. 158
- Colonnade, voor brassband, op. 83b

### Oratoria, cantates en gewijde muziek
- 1937 Cantate médiévale, cantate voor sopraan, bas, gemengd koor, orgel, twee trompetten en strijkkwartet, op. 24 - tekst: Jean Prudhommeaux
- 1943 Sancta et Immaculata, motet voor sopraan, bariton en orgel, op. 13, 1
- 1943 Cantate Domino, cantate voor gemengd koor, op. 13, 3
- 1948 Requiem, voor sopraan solo en gemengd koor, op. 18
- 1949 Their Bodies are Buried in Piece, anthem voor sopraan solo, gemengd koor en orgel, op. 22
- 1950 Palm-Sunday, anthem voor sopraan solo, gemengd koor en orgel, op. 25
- 1950 Lasset die Kindlein zu mir kommen, klein oratorium voor alt en bas solo, gemengd koor, dwarsfluit en orgel, op. 28
- 1952 Almighty God, Give Us Grace, anthem voor sopraan, gemengd koor en orgel, op. 43
- 1952 Anthem for Easter, voor gemengd koor en orgel, op. 44
- 1959 Mit Siegeln bekräftigt, cantate voor bas (of: bariton), gemengd koor en piano, op. 55 - tekst: Max Werner Lenz
- 1959 Christ ist erstanden, voor unisono koor en orgel, op. 56 - tekst: Arno Pötzsch
- 1967 L'Or de leurs corps, cantate voor bariton en orkest, op. 76 - tekst: Bernard Falciola
- 1967 ... und denken nicht, was geschehen, oratorium voor spreekkoor, spreek-solisten en orkest, op. 77 - tekst: Daniel Bischofberger
- 1976 Und werdet sein wie Gott, oratorium voor sopraan, alt, tenor, gemengd koor, spreekkoor en orkest, op. 100 - teksten: Peter Anliker, Emil Wächter
- 1981 Les promesses du blé, cantate in 3 delen voor bariton, gemengd koor en koper-ensemble, op. 123 - tekst: Georges Haldas
- 1982 Cantate du carillon, voor unisono koor en instrumenten met piano, op. 125 - tekst: Gil Pidoux
- 1982 Reste avec nous, Seigneur, voor gemengd koor en orgel, op. 129 - tekst: François Chagneau
- 1984 Messe des colombes, voor gemengd koor, orgel en orkest, op. 135

### Toneelmuziek

#### Opera's
- 1959-1960 Land of Promise, op. 57, 1 akte, - libretto: William Somerset Maugham
- 1963 Pardonnez-nous nos démences, op. 64 - libretto: Bernard Falciola

#### Musicals
- 1949-1959 Viktoria in Hollywood, op. 63 - libretto: Max Werner Lenz - première: 1949, Bern, Café Schweizerbund

#### Balletten
- 1946 La boîte de Pandore, 1 akte, op. 16
- 1948 Melos, op. 20

#### Schouwspel
- 1956-1959 Land und Ländli, incidentele muziek voor het feestspeel voor bas (of: bariton), gemengd koor en orkest, op. 50a - tekst: Max Werner Lenz
- 1976 Fêtes au soleil, Histoire chantée voor unisono koor, dwarsfluit, twee trompetten, bariton (eufonium), tuba en piano, op. 99a - tekst: Huguette Junod
- 1976-1977 Fêtes au soleil, Histoire chantée voor gemengd koor en piano, op. 99b - tekst: Huguette Junod
- 1979 Tumulte aux pays des épices, Fantaisie scénique in drie taferelen voor kinderkoor en instrumentaal-ensemble, op. 110
- 1984 L'autre Don Juan, scenische muziek naar het werk van Eduardo Manet, voor solisten, strijkers, dwarsfluit, piano en slagwerk, op. 138

### Werken voor koren
- 1935 Morgenlied, voor mannenkoor - tekst: Joseph von Eichendorff
- 1939 Printemps, voor vrouwenkoor en piano, op. 2 - tekst: Louise Wicky
- 1943 Cinq chansons dans le style populaire, voor eenstemmig sopraankoor en piano, op. 8a - tekst: Louise Wicky
- 1949 Il me souvient des heures claires, lied voor gemengd koor, op. 21 - tekst: Louise Wicky
- 1950 From All that Dwell, anthem voor gemengd koor en orgel, op. 27
- 1951 Paradis perdu, voor gemengd koor, op. 29 - tekst: Maurice Faure
- 1954 Fünfstimmiger Kanon für einen Geburtstag, op. 39 - tekst: van de componist
- 1960 Terre libre, voor gemengd koor, op. 50b - tekst: Maurice Budry
- 1960 Terre libre, voor mannenkoor, op. 50c - tekst: Maurice Budry
- 1960 Schlummerlied, voor dwarsfluit, viool, tweestemmig gemengd koor en piano, op. 52 - tekst: Karl Stamm
- 1970 Bis zu dem Ende aller Enden, drie stukken voor gemengd koor, twee dwarsfluiten, hobo (of: klarinet), hoorn en strijkkwintet, op. 86
  1. Die KInder (Max Werner Lenz)
  2. Das ABC des Clowns (Erwin Tauber)
  3. Herr, in Deine Hände (16. Jh.)
- 1973 Il Clar, voor mannenkoor, op. 94 - tekst: Hendri Spescha
- 1973 Das Doppelglück der Töne, twee gedichten voor mannenkoor, vier blaasinstrumenten en slagwerk, op. 95 - tekst: Johann Wolfgang von Goethe
- 1977 La musique s'approche...., voor mannenkoor, piano, trompet, contrabas en klein slagwerk, op. 106 - tekst: Marc Bosset
- 1978 Le taupier, voor mannenkoor, op. 108 - tekst: Charles Ferdinand Ramuz
- 1980 Le Temps de Noël, voor kinderkoor, piano, beiaard en cello ad libitum, op. 117 - tekst: Edith Collet
- 1981 Nocturne, voor manenkoor, kinderstem, trompet en piano, op. 116 - tekst: Jean de Vignes
- 1981 Die Ballade von der Grille, een verhaal om te zingen voor kinderkoor, piano, viool en slagwerk, op. 120 - tekst: Magdalena Niklaus
- 1982 Un souffle d'espérance, voor gemengd koor (of: kinderkoor met instrumenten), op. 122 - tekst: Huguette Junod
- 1983 La trompette en or, suite voor gemengd koor en piano vierhandig, op. 131 - tekst: Jacques Debronckart
- 1983 La Barcarolle, voor gemengd koor, klokkenspel en cello, op. 132, 1 - tekst: Pierre Riehling
- 1983 S' Schwyzerländli, voor gemengd koor
- 1983 Neuf chansons populaires de Provence, voor tweestemmig koor en klein orkest, op. 142 - tekst: Laura Trinidad
- 1984 Un triste Sire, voor een- of tweestemmig koor, op. 132, 2 - tekst: Pierre Riehling
- 1984-1985 Poème à la vie, Triptyque voor gemengd koor en instrumentaal-ensemble (dwarsfluit, piano en strijkkwintet), op. 134 - tekst: Pierre Riehling
- 1984 Nos charmants petits villages, voor gemengd koor
- 1985 Le Noël de mes frères, voor gemengd koor, op. 145, 1 - tekst: Bernadette Beaud
- 1985 Chante carillon, voor gemengd koor en beiaard ad libitum, op. 145, 2 - tekst: Pierre Riehling
- 1985 Intercession, voor gemengd koor, op. 145, 3
- 1985 Louange, motet voor gemengd koor en orgel, op. 147

### Vocale muziek
- 1930 Vier Lieder nach Gedichten von C. F. Meyer, voor zangstem en piano
- 1934 Mariae Sehnsucht, voor 2 sopranen en strijkkwartet, op. 4a - tekst: Joseph von Eichendorff
- 1934 La Vierge au jardin, voor sopraan, dwarsfluit en strijkers, op. 4b ("Mariae Sehnsucht", deuxième version) - tekst: Louise Wicky
- 1935 Trois Chansons, voor drie vrouwenstemmen en cello, op. 6 - tekst: Louis Tournier
- 1939-1940 Airs d'outre-manche, twintig populaire Engelse liederen, voor 2 of 3 zangstemmen, op. 8b - tekst: Alice Pigott
- 1950 Trois mélodies, voor sopraan en piano, op. 31 - tekst: Lucien George-Graves
  1. Destination
  2. Sommeil
  3. Joie
- 1952-1953 Spirit Divine, anthem voor sopraan en orgel, op. 36a
- 1953 Das magische Schattenspiel, vijf melodieën voor bariton en piano, op. 35 - een liederen cyclus naar Perzische gedichten vanuit de 11e eeuw - Duitse vertaling: Friedrich von Schack
- 1957 Saviour, Like a Shepard Lead Us, anthem voor sopraan, alt, bas en orgel, op. 36b
- 1952-1954 Miroirs contrastes, voor bariton, gemengd koor en kamerorkest, op. 42 - tekst: Jean-Joël Barbier
- 1955-1957 Klage der Menschheit, voor spreker, mezzosopraan (of tenor) en orkest, op. 46 - tekst: Hermann Hiltbrunner
- 1960-1975 Receuils artificiels de chansons isolées, voor zangstem en piano, op. 61
- 1960-1975 Schiffsreise, Recueil de chansons voor zangstem en piano, op. 62
- 1966 Vier Lieder, voor zangstem en piano, op. 72 - tekst: Alfred Stückelberger
  1. Am Abend
  2. Der Ruf
  3. Der Engel
  4. Frühling
- 1967 Der Affe, lied voor zangstem en instrumentaal-ensemble, op. 74
- 1969 Visages, voor twaalf stemmen a capella, op. 82 - tekst: Bernard Falciola
- 1980 Arc-en-ciel, voor sopraan (of: tenor), gemengd koor, kinderkoor, trompet en piano, op. 112a - tekst: Huguette Junod, Muriel Bernardi, Jean des Vignes
- 1980 Mélodie pour un ami, À la mémoire de Daniel Buffat voor sopraan, viool en piano, op. 115 - tekst: Vio Martin

### Kamermuziek
- 1930 Sextet, voor dwarsfluit, hobo, klarinet, basklarinet, hoorn en fagot
- 1932 Quatuor à cordes (en forme de suite), voor strijkkwartet, op. 1
- 1932 Sonatine, voor viool en piano
- 1933 Trio, voor 2 violen en altviool
- 1940 Suite, voor dwarsfluit, viool, altviool, cello en harp, op. 7a
- 1942 Prologue et quatre danses, voor klarinet, viool, altviool, cello en piano, op. 7b
- 1942 Tourbillon, voor cello en piano, op. 3
- 1943 Kwintet, voor piano en strijkkwartet, op. 9
- 1940 3 Pièces, voor cello en piano, op. 10
- 1946 Petit concerto en La, voor harp en 6 blaasinstrumenten (dwarsfluit, hobo, klarinet, altsaxofoon, fagot en trompet), op. 11a
- 1948 Suite, voor ondes Martenot en harp, op. 16b
- 1948-1949 Choral, Interlude et Adagio, voor harp en orgel, op. 23
- 1951 Triptyque, voor dwarsfluit en gitaar, op. 30
  1. Ballade
  2. Songe
  3. Jeux
- 1961 Résonances, voor koperkwintet, op. 58
- 1966 Strophe et Danses, suite in vijf delen, voor dwarsfluit en harp, op. 69
- 1969 Petit livre des formes musicales, acht stukken voor dwarsfluit en piano (of: gitaar), op. 83
- 1977-1979 Urbs salve regina, voor dwarsfluit-koor, op. 103b
- 1977 Sonate, voor contrabas en strijkkwartet, op. 105
- 1979 Jubilation, voor vijf dwarsfluiten, op. 111
- 1981 Spieluhr-Sinfonie, voor jeugd-ensemble, op. 118
- 1981-1982 Fanfares et Chanson de Bergers, voor hobo, klarinet en fagot, op. 124
- 1985 L'album de Nicolas, voor 1-3 blokfluiten, op. 144
- 1985 Hommage a Charles Ives, voor dwarsfluit, altviool en harp, op. 146
- Accord parfait, voor dwarsfluit, cello en piano, op. 182
- Air et contredanse, voor dwarsfluit en gitaar
- Danse et Contemplation, voor koper-ensemble, op. 150
- Fanfaren und Hirtenlieder, voor twee klarinetten en bassethoorn, op. 124b
- Gin No Nami, voor dwarsfluit en gitaar
- In Memoriam Dinu Lipatti, voor dwarsfluit en gitaar
- Promenade solitaire, voor dwarsfluit en gitaar
- Rhapsodie, voor piano, viool en cello, op. 184
- Un hommage à Nadia Boulanger, voor cello en piano, op. 159

### Werken voor orgel
- 1932-1953 Fünfzig Intonationen, op. 40a
- 1942-1944 Enluminures, zes stukken voor grote orgel, op. 12
- 1943-1946 Quatre pièces de William Byrd, voor orgel, op. 49
- 1947 Dix préludes aux Psaumes, voor orgel (zonder pedaal), op. 17
- 1945-1946 Recueil de 40 pièces de difficultés progressives, voor orgel (zonder pedaal) (of: harmonium), op. 19
- 1954 Triptyque, op. 41
- 1955 Dreiunddreissig Intonationen, op. 40b
- 1958 Petit livre d'orgue, partita voor grote orgel, op. 47
- 1960 Métamorphoses sur un ancien air, voor grote orgel, op. 51
- 1963 Lobe den Herren, den mächtigen König, voor orgel (zonder pedaal)
- 1971 Angeli musicanti, drie stukken voor orgel, op. 87

### Werken voor piano
- 1926 Sonate
- 1929 Kleine Suite
- 1933 Scherzo
- 1946 Introduction et Allegro, voor twee piano's
- 1951 Abendlieder, drie stukken voor piano, op. 32
  1. Crépuscule
  2. Soirée
  3. Minuit
- 1962 Perspectives, zeven stukken voor piano, op. 59
- 1968 Gerbe pour Dolly, zeven stukken voor piano, op. 79
- 1983 Concerto pour les moineaux, voor piano vierhandig, op. 130
- Repliques

### Werken voor harp
- 1947 Suite pour Harpe, op. 15
- 1967 Eglogue, filmmuziek, op. 78, 1
- 1969-1970 Musique pour un film imaginaire, op. 84
- Diptychon, voor vier harpen, op. 183
- Variations sur un Noël anglais, op. 189

### Werken voor gitaar
- 1976 Quadrille, op. 101
- Promenade solitaire, op. 153
  1. Image
  2. Lamento
  3. Cascade

### Elektronische muziek
- 1970 Géométrie animée, voor slagwerk en geluidsband, op. 85
- 1972-1973 Passage au Zénith, voor tevoren opgenomen klarinet en klarinet, op. 90
- 1981 Serrières, enfant de la rivière, op. 121 (in samenwerking met: Emile Ellberger)

### Filmmuziek
- 1952 La Fille au fouet, ook bekend als: Girl with the Whip
- 1952 Das Geheimnis vom Bergsee, ook bekend als: Die Jungfrau mit der Peitsche, Das Mädchen mit der Peitsche en Das Mädchen vom Bergsee
- 1956 S' Waisechind vo Engelberg,
- 1957 Bonjour jeunesse
- 1958 La Peur du Silence
- 1966 Geheimnis Leben
- 1967 L'esprit et l'epouse, op. 75 - tv-muziek voor spreker en orkest - tekst: Rolland Chaput de Saintonge

## Publicaties
- Bernard Schulé: Richard Wagners Einfluß auf die Verwendung von Blasinstrumenten bei französischen Komponisten um die Jahrhundertwende, siehe: Alta Musica 8 S/p.21-30.
- Bernard Schulé: L'accord majeur et l'accord mineur. Essai d'une nouvelle explication, in: Revue musicale de Suisse romande 1 (1975).
- Bernard Schulé: Wagner, Paris et la musique française, in: Revue musicale de la Suisse romande (mai 1984) (1984), S. 72-78.
- Bernard Schulé: Rienzi ist Meyerbeers beste Oper. Frankreichs Einfluss auf Richard Wagner und Richard Wagners Einfluss auf Frankreich, in: Der kleine Bund. Beilage für Literatur und Kunst (17. Sept. 1983) (1983), S. 1.
- Bernard Schulé: Warum ich als Komponist in religiöser Musik auch dem Jazz entlehnte Elemente benütze, in: Warum neue Religiöse Lieder? Eine Dokumentation, hrsg. von Günter Hegels, Gustav Bosse, Regensburg 1964, S. 58-59.
- Bernard Schulé: Ein Schweizer Ballet in Genf, in: Neue Zürcher Zeitung (5. Nov. 1963) (1963)
- Bernard Schulé: Schweizer Musik in Paris, in: Der Bund (3. März 1947) (1947), S. 3
- Bernard Schulé: Organistes parisiens, in: Der Organist (Sept. 1946) (1946), S. 69-71
- Bernard Schulé: Musik in Paris, in: Der Bund (25. Nov. 1937) (1937), S. 3.
- Bernard Schulé: Rostands "Aiglon" als Oper, in: Neue Zürcher Zeitung (7. Sept. 1937) (1937).
- Bernard Schulé: Le concerto pour deux pianos d'Igor Stravinsky, in: Le Monde musical (31. déc. 1935) (1935).
- Bernard Schulé: Vom Theorieunterricht in Paris, in: Der Bindebogen (6. Juni 1933) (1933), S. 102-103.
- Bernard Schulé: Bernard Schulé - ein glücklicher Komponist, in: Schweizer Musiker-Revue (Sept. 1985) (1985), S. 9.